# キバナアキギリ
キバナアキギリ（黄花秋桐、学名: Salvia nipponica）は、シソ科アキギリ属に分類される多年生、草本の植物。別名はコトジソウ。

## 分布・生育地
本州（青森県日本海側以南）、四国、九州の山沿いの平地から山地まで広く分布する。丘陵や山麓、谷間などの木陰にまばらに、あるいは集団を作って生える。

## 形態・生態
多年生草本。数本の太い根が生えている。茎は四角形の断面で、その根本はやや横に這うことが多く、高さ 20 - 50センチメートル (cm) になる。茎や花序にはシナノアキギリ (S. koyamae Makino) と異なり腺毛がない。
葉は茎に対生し、葉柄は長く、葉身は長さ 5 - 10 cmの三角状鉾形で、基部が横に張り出す。
開花期は 8 - 9 月。枝の端につく花穂は 10 - 20 cm の長さとなり、黄色の唇形の花をつけ、花冠は長さ 2.5 - 3.5 cm になる。雄蕊は 2本で不完全（不稔）葯でつながる。花筒の雄蕊にはもぐりこんだ昆虫の背に花粉を付ける構造がある。

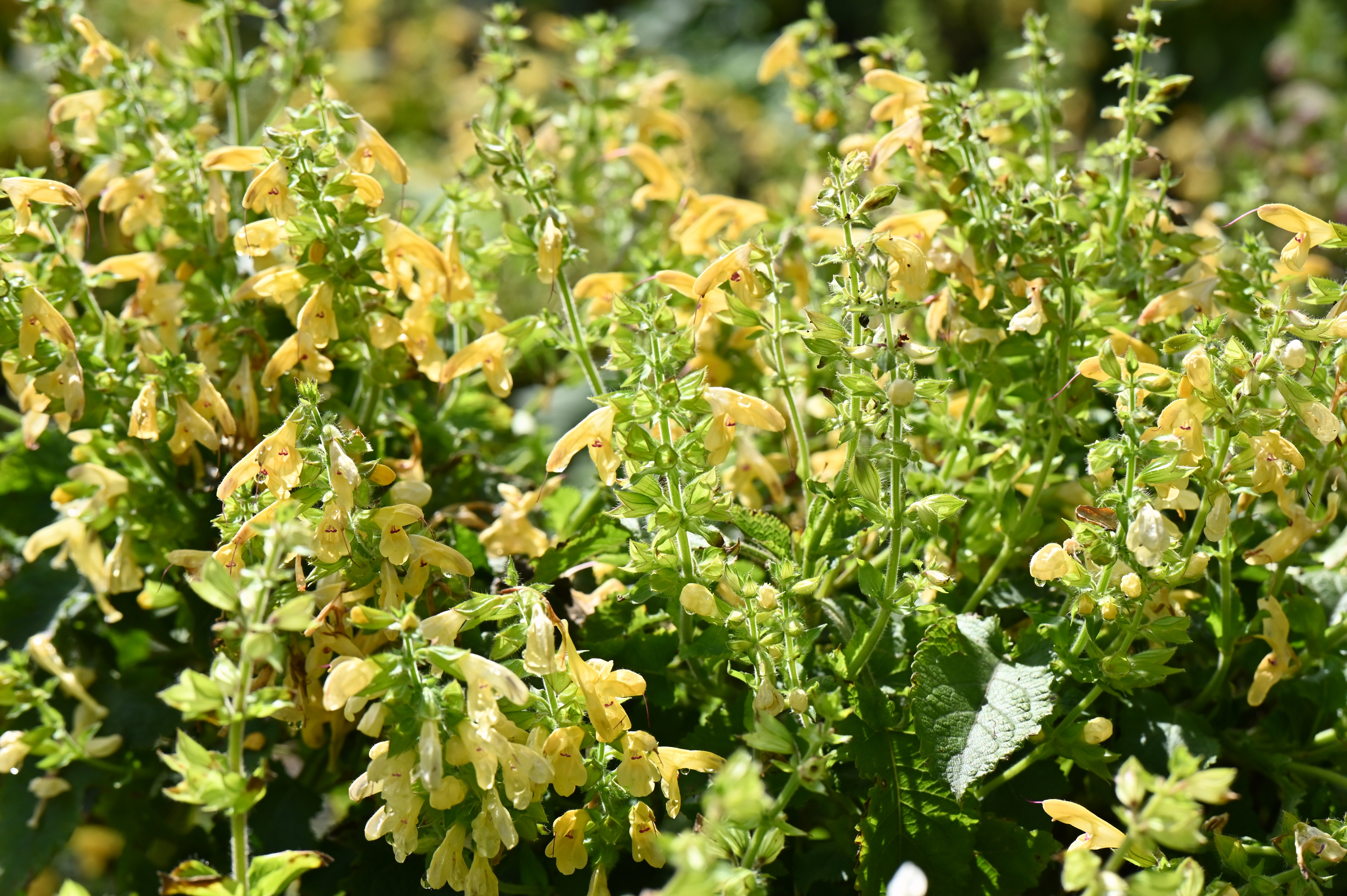
キバナアキギリの花 （水戸市植物公園）
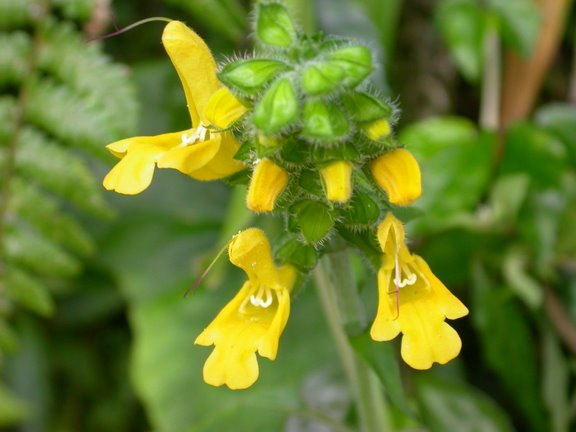
台湾産変種 Salvia nipponica var. formosana (Hayata) Kudo

## 利用
4 - 6月ごろの若芽を食用とする。若芽は塩ひとつまみほど入れた湯で茹でて、ごま・クルミ・ピーナッツなどの和え物や煮びたしにする。生のまま天ぷらや汁の実にも利用できる。

## 近縁種
中部地方から近畿地方にかけて、紫色の花をつけるアキギリ（学名: Salvia glabrescens）もある。